# Ahmad Ibrahim Khalaf
Ahmad Ibrahim Khalaf, född 25 februari 1992 i Saladin, är en irakisk fotbollsspelare som sedan 2015 spelar för Al Dhafra. Han har sedan 2010 gjort över 50 landskamper för Irak och var med i både Asiatiska mästerskapet 2011 och 2015.

## Meriter
Arbil
- Irakiska Premier League: 2012

Irak
- Arabiska mästerskapet
  - Brons: 2012

- Gulf Cup
  - Silver: 2013